# Stazione di Kozurushinden
La stazione di Kozurushinden (小鶴新田駅?, Kozurushinden-eki) è una stazione ferroviaria urbana situata nel quartiere di Miyagino-ku della città di Sendai, nella prefettura di Miyagi, in Giappone, ed è servita dalla ferrovia suburbana linea Senseki della JR East.

## Servizi ferroviari
East Japan Railway Company
■ Linea Senseki

## Struttura
La stazione è dotata di due marciapiedi laterali con due binari passanti in superficie. Il fabbricato viaggiatori, posto sopra il piano del ferro, dispone di tornelli di accesso, una biglietteria automatica e presenziata (questa, aperta dalle 6:30 alle 21:00), oltre a un chiosco ristoro, ascensori, scale mobili e servizi igienici. 
| 1 | ■ Linea Senseki | per Tagajō, Hon-Shiogama, Matsushima-Kaigan e Takagimachi |
| 2 | ■ Linea Senseki | per Sendai e Aoba-dōri                                    |

## Stazioni adiacenti
| «                         | Servizio            | »             |
| Linea Senseki             | Linea Senseki       | Linea Senseki |
| ------------------------- | ------------------- | ------------- |
| Nigatake                  | Locale Rapido Verde | Fukudamachi   |
| Il Rapido Rosso non ferma |                     |               |